# Victoria's Secret
Victoria's Secret (em português: "Segredo de Victoria") é uma marca de lingerie e produtos de beleza fundada em 1977 por Roy Raymond com sede em Ohio, Estados Unidos. Estima-se que os ganhos da empresa, entre 2009 e 2010, estiveram entre 6,35 a 7,05 bilhões de dólares.
A marca tem mais de mil lojas só nos Estados Unidos e a maioria encontra-se em centros comerciais. As primeiras lojas da marca fora de seu país de origem foram abertas em 2010, nas cidades de Edmonton e Toronto, respectivamente, em agosto e em setembro, ambas no Canadá.
A empresa recebeu esse nome porque seu criador, Roy Raymond, era admirador da rainha Vitória e, como forma de homenageá-la, nomeou a grife dessa forma. A Victoria’s Secret  é considerada a grife de lingeries mais famosa do mundo e, em 2007, tornou-se a primeira firma a ganhar uma estrela na Calçada da Fama de Hollywood.

## Histórico

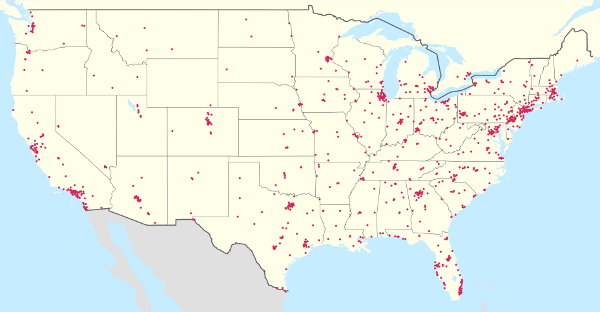
Mapa, de agosto de 2011, mostrando as cidades norte-americanas nas quais a empresa atua

A empresa foi fundada pelo empresário Roy Raymond, diplomado pela Stanford Graduate School of Business. A ideia de criar uma loja especializada em moda íntima feminina, na qual as pessoas se sentissem a vontade e sem receio para entrar, surgiu quando Roy tentou comprar lingeries para sua esposa em uma loja de repartição nos Estados Unidos e ficou envergonhado por estar em um local tido como feminino.  A primeira loja da marca surgiu no final da década de 1970 no Stanford Shopping Center, São Francisco, Califórnia com um empréstimo de aproximadamente 80 mil reais feito por Raymond. A loja era simples: suas paredes internas da eram revestidas com detalhes vitorianos e as prateleiras, ao invés de um amontoado de peças, eram cheias de catálogos e fotografias dos produtos. A loja, criada para atender pessoas de todos os sexos, contava com uma novidade: os clientes que não sabiam o tamanho do manequim da pessoa para qual iria comprar o produto, poderia pedir às vendedoras que experimentassem a peça nos modelos da loja.
Nos anos seguintes, Raymond criou mais três lojas e produziu um catálogo dos produtos, os quais passariam a ser comercializados via correio. Estas quatro lojas e mais o catálogo com quarenta e duas páginas já lhe rendiam seis milhões de dólares por ano. Em 1982, quando a grife completava cinco anos, Raymond decidiu vendê-la para Leslie Wexner, fundador da empresa Limited Brands - atuante nos Estados Unidos como empresa de cosméticos e produtos de beleza — por algo em torno de um milhão de dólares. Wexner manteve intacta a imagem da empresa e decidiu expandir o negócio pelos Estados Unidos. Primeiramente, inaugurou lojas em shoppings nas cidades americanas e, no início da década de 1990, com a capacidade alargada de vender produtos de beleza, perfumes e sapatos, tornou-se a maior varejista de lingeries dos Estados Unidos, com uma receita superior a um bilhão de dólares.
A empresa ganhou notoriedade a partir da década de 1990, quando passou a usar modelos famosas em suas campanhas publicitárias, das quais destacaram-se Daniela Peštová e Tyra Banks.
Em 2007, a Limited Brands, proprietária da empresa, vendeu 75% de suas ações para a Sun Capital Partners Inc com o objetivo de concentrar e aumentar o crescimento das vendas em lojas da Victoria's Secret.

### Expansão internacional
A empresa expandiu-se, primeiramente, pelos estados americanos e em seguida, com o desenvolvimento da marca, abriu as primeiras lojas fora do país. A grife tem lojas em alguns países do mundo, são eles: Canadá, Reino Unido, República Dominicana, Porto Rico, Portugal, Kuwait e Emirados Árabes.
Apesar de lojas da marca terem sido lanças recentemente em alguns países, a empresa mantinha pequenos estabelecimentos comerciais em aeroportos e em agências de turismo, uma vez que esses são locais de grande circulação de pessoas.

#### Canadá
A primeira loja da Victoria’s Secret aberta fora dos Estados Unidos foi em Edmonton, no Canadá, em agosto de 2010. No mês seguinte, em setembro, foi a vez de Toronto passar a sediar outra loja da marca no país.  Em maio de 2011 foi aberta a terceira loja da Victoria’s Secret no Canadá, dessa vez ela foi aberta em Calgary, ao sul da província de Alberta.

#### Oriente Médio
As primeiras lojas da marca abertas fora do continente americano ficam no Barém, Kuwait e nos Emirados Árabes Unidos, no continente asiático. Estas lojas, são franqueadas e operadas pela MH Alshaya Co - importante varejista do Oriente Médio.

#### América Central
Em novembro de 2011 foi inaugurada a primeira loja da Victoria’s Secret no Caribe. O estabelecimento está situado no Plaza Las Americas, em San Juan, capital de Porto Rico. Além desta, a marca também está presente na República Dominicana.

#### Europa
Em novembro de 2005, com o auxílio da World Duty Free, a empresa abriu seu primeiro estabelecimento comercial nesse continente. A loja está situada no aeroporto Heathrow. O anúncio do lançamento da primeira loja da empresa neste continente foi feito em 2010 e será lançada em 2012. A loja, a ser inaugurada no Reino Unido, ficará localizada na New Bond Street - uma importante avenida comercinal londrina.

#### Portugal
No dia 3 de setembro de 2022, foi inaugurada a primeira loja da Victoria's Secret em Portugal, localizada no centro comercial NorteShopping, em Matosinhos, nos arredores do Porto, pela mão da empresa italiana Percassi, parceira de franchising da Victoria's Secret para vários mercados europeus. Até então, os produtos da insígnia só estavam disponíveis no ponto de venda da marca Aeroporto Humberto Delgado, em Lisboa — ou seja, o acesso era reservado a passageiros. No final de 2021, a Victoria's Secret já havia anunciado um projeto de expansão na Europa com o objetivo de duplicar a sua rede de retalho no Velho Continente até 2025. Para alcançar esse propósito, além da chegada ao mercado português a empresa previu a abertura de novos pontos de venda em França, Espanha e Itália.

### Pink Nation
"Pink Planet", "Pink Nation" ou simplesmente "Pink", é uma submarca da empresa fundada em 2004 que produz peças — roupas, bolsas, etc. — para o público adolescente. Alessandra Ambrósio e Miranda Kerr já foram representantes oficiais da marca e atualmente, o título de embaixadora da "Pink" é atribuído a Rachel Hilbert . Apesar de existir desde 2004, as coleções desta apareceram pela primeira vez no Victoria’s Secret Fashion Show em 2006. Em 2008 a Limited Brands, responsável pela Victoria's Secret, anunciou que a receita da Pink chegou a um bilhão de reais.

## Victoria's Secret Fashion Show
Anualmente, desde 1995, geralmente nas últimas semanas de novembro ou dezembro, é realizado o Victoria's Secret Fashion Show, um desfile de moda que, desde 2001, é trasmitido por televisão e conta com a presença de cantores, atores, críticos da moda e as modelos da grife, as quais apresentam a coleção do ano e onde é exibido oficialmente "sutiã fantasia".
O primeiro grupo de mídia a comprar os direitos autorais dos shows da grife foi a American Broadcasting Company, conhecida pelo acrônimo "ABC", em 2001. No ano seguinte, a emissora perdeu o direito da transmissão para a concorrente CBS — emissora oficial do evento desde então. No Brasil, o primeiro grupo de televisão a transmitir o espetáculo foi o SBT, em 2003, mas desde 2007 a TNT passou a transmitir o evento. Em 2011, o SBT voltou a transmitir o show, por meio de uma parceria feita entre a rede de televisão brasileira e a CBS. Em 2014, a emissora voltou a mostrar.

### Década de 1990
Na década de 1990, mais precisamente no ano de 1995, no mês de agosto, foi realizado o primeiro Victoria's Secret Fashion Show da história. Este evento, ocorrido na cidade de Nova Iorque, assim como os outros quatro realizados nesta década, era bem simples e não contava com toda a produção de cenário, nem com toda sofisticação das peças presentes nos shows atuais. A modelo Stephanie Seymour foi a primeira supermodelo a participar dos shows da empresa, mas nos anos posteriores,  a grife contratou outras modelos famosas para integrar seu casting, dentre as quais destacaram-se: Tyra Banks, Naomi Campbell, Heidi Klum, Gisele Bündchen, Adriana Lima e Alessandra Ambrósio.
No ano de 1998 surgiram as angels, símbolo máximo da marca. Tyra Banks, Naomi Campbell, Heidi Klum, Laetitia Casta e Stephanie Seymour foram as primeiras a carregar "asas" nas passarelas.
Nenhum dos espetáculos desse período foi transmitido por uma rede de televisão norte-americana, mas o show de 1999, transmitido via webcast - transmissão de áudio e vídeo utilizando a tecnologia streaming media - registrou mais de dois milhões de telespectadores conectados ao site Broadcast.com assistindo ao desfile. A Limited Brands, responsável pela marca, pagou cerca de um milhão e meio de dólares por 30 segundos de propaganda no Super Bowl para anunciar o evento 72 horas antes dele acontecer, o que ajudou a aumentar o número de visitantes no dia do desfile. As modelos Tyra Banks, Laetitia Casta, Heidi Klum, Karen Mulder, Daniela Pestova, Inés Rivero, e Stephanie Seymour foram os destaques deste evento. Este fora o último Victoria’s Secret Fashion Show realizado nesta década.

### Década de 2000
No último ano do século XX, em 2000, o evento foi feito pela primeira vez fora dos Estados Unidos. O show, realizado em maio na cidade de Cannes, França, tinha como objetivo arrecadar fundos para uma instituição que tratava de pessoas com AIDS. O evento, que mais uma vez, foi transmitido via webcast, conseguiu arrecadar mais de três milhões e meio de reais para a instituição. Nesse mesmo evento a modelo Gisele Bündchen usou o "Red Hot Fantasy Bra/Panties", a mais cara lingerie do século XX, segundo o livro dos recordes. Em 2001, o show se deu em Nova Iorque e pela primeira vez na história do Victoria's Secret Fashion Show foi transmitido por uma emissora de televisão. A rede de ABC foi a responsável pela transmissão do espetáculo, que obteve mais de doze milhões de espectadores. A modelo Heidi Klum vestiu pela segunda vez o "Fantasy Bra", intitulado "Heavenly Star Bra" e avaliado em mais de doze milhões de dólares.
Nos anos posteriores, o evento passou a ser exibido pela CBS, com exceção de 2004 que não houve transmissão oficial do espetáculo. Nos anos posteriores a estes, modelos importantes deixaram de desfilar nos espetáculos da marca. Em 2006, a brasileira Gisele Bündchen decidiu se aposentar da marca por, segundo fontes, ter tido o pedido de aumento de salário negado. Nesse mesmo ano, pela primeira vez, as coleções da sub-marca da empresa - "PINK" - foram apresentadas no Victoria's Secret Fashion Show.

### Década de 2010
Em 10 de novembro de 2010, na cidade de Nova Iorque, foi realizado o primeiro Victoria's Secret Fashion Show da década de 2010. O show, que completou quinze edições nesse ano, teve a participação dos cantores Katy Perry e Akon, as duas atrações musicais da noite. Adriana Lima, ausente do show de 2009, vestiu o Fantasy Bra, cujo valor foi estimado em dois milhões de dólares, pela segunda vez. O show de 2011 marcou a volta de duas angels da marca que não desfilaram no espetáculo de 2010 por estarem grávidas; Doutzen Kroes e Miranda Kerr retornaram aos espetáculos da grife após a dar à luz. Esta última foi a responsável por desfilar com o sutiã fantasia do ano, o "Fantasy Treasure Bra" . Maroon 5 e Nicki Minaj, assim como Kanye West e Jay Z, foram as atrações musicais do evento e registrou mais de 10 milhões de espectadores, o que não acontecia desde 2002.
| Data                                                              | Local                                             | Transmissão               | Audiência | Performances                                                                                             |
| ----------------------------------------------------------------- | ------------------------------------------------- | ------------------------- | --------- | --- |
| 1 de agosto de 1995                                               | Plaza Hotel, Nova Iorque, EUA                     |                           |           | |
| 6 de fevereiro de 1996                                            | Plaza Hotel, Nova Iorque, EUA                     |                           |           | |
| 4 de fevereiro de 1997                                            | Plaza Hotel, Nova Iorque, EUA                     |                           |           | |
| 3 de fevereiro de 1998                                            | Plaza Hotel, Nova Iorque, EUA                     |                           |           | |
| 3 de fevereiro de 1999                                            | Cipriani Wall Street restaurant, Nova Iorque, EUA | webcast por Broadcast.com |           | |
| 18 de maio de 2000                                                | Cannes, França                                    | webcast                   |           | |
| Gravação: 13 de novembro de 2001 Exibição: 15 de novembro de 2001 | Bryant Park, Nova Iorque, EUA                     | ABC                       | 12,4      | Mary J. Blige e Andrea Bocelli                                                                           |
| Gravação: 14 de novembro de 2002 Exibição: 20 de novembro de 2002 | Lexington Avenue Armory, Nova Iorque, EUA         | CBS                       | 10,5      | Destiny's Child, Marc Anthony e Phil Collins                                                             |
| Gravação: 13 de novembro de 2003 Exibição: 19 de novembro de 2003 | Lexington Avenue Armory, Nova Iorque, EUA         | CBS                       | 9,4       | Sting, Mary J. Blige e Eve                                                                               |
| 2004 Angels Across America Tour                                   | Nova Iorque, Miami, Las Vegas e Los Angeles, EUA  |                           |           | |
| Gravação: 9 de novembro de 2005 Exibição: 6 de dezembro de 2005   | Lexington Avenue Armory, Nova Iorque, EUA         | CBS                       | 8,9       | Chris Botti, Ricky Martin, Seal, Rutgers University e Drumline                                           |
| Gravação: 16 de novembro de 2006 Exibição: 5 de dezembro de 2006  | Kodak Theatre, Los Angeles, EUA                   | CBS                       | 6,8       | Justin Timberlake                                                                                        |
| Gravação: 16 de novembro de 2007 Exibição: 4 de dezembro de 2007  | Kodak Theatre, Los Angeles, EUA                   | CBS                       | 7,4       | Spice Girls, Will.i.am, Seal e Heidi Klum                                                                |
| Gravação: 15 de novembro de 2008 Exibição: 3 de dezembro de 2008  | Fontainebleau Hotel, Miami, EUA                   | CBS                       | 8,7       | Usher e Jorge Moreno                                                                                     |
| Gravação: 19 de novembro de 2009 Exibição: 1 de dezembro de 2009  | Lexington Avenue Armory, Nova Iorque, EUA         | CBS                       | 8,3       | The Black Eyed Peas                                                                                      |
| Gravação: 10 de novembro de 2010 Exibição: 30 de novembro de 2010 | Lexington Avenue Armory, Nova Iorque, EUA         | CBS                       | 10,4      | Katy Perry e Akon                                                                                        |
| Gravação: 9 de novembro de 2011 Exibição: 29 de novembro de 2011  | Lexington Avenue Armory, Nova Iorque, EUA         | CBS                       | 10,3      | Maroon 5, Kanye West, Jay-Z e Nicki Minaj                                                                |
| Gravação: 7 de novembro de 2012 Exibição: 4 de dezembro de 2012   | Lexington Avenue Armory, Nova Iorque, EUA         | CBS                       | 9,4       | Rihanna, Bruno Mars e Justin Bieber                                                                      |
| Gravação: 13 de novembro de 2013 Exibição: 10 de dezembro de 2013 | Lexington Avenue Armory, Nova Iorque, EUA         | CBS                       | 9,7       | Fall Out Boy, A Great Big World e Taylor Swift                                                           |
| Gravação: 2 de dezembro de 2014 Exibição: 9 de dezembro de 2014   | Earls Court, Londres, Inglaterra, Reino Unido     | CBS                       | 9,1       | Taylor Swift, Ed Sheeran, Ariana Grande e Hozier                                                         |
| Gravação: 10 de novembro de 2015 Exibição: 8 de dezembro de 2015  | Lexington Avenue Armory, Nova Iorque, EUA         | CBS                       | 6,6       | Selena Gomez, The Weeknd e Ellie Goulding                                                                |
| Gravação: 30 de novembro de 2016 Exibição: 5 de dezembro de 2016  | Grand Palais, Paris, França                       | CBS                       | 6,7       | Lady Gaga, Bruno Mars e The Weeknd                                                                       |
| Gravação: 20 de novembro de 2017 Exibição: 28 de novembro de 2017 | Mercedes-Benz Arena, Xangai, China                | CBS                       | 4,9       | Harry Styles, Miguel, Leslie Odom Jr. e Jane Zhang                                                       |
| Gravação: 8 de novembro de 2018 Exibição: 2 de dezembro de 2018   | Pier 94, Nova Iorque, EUA                         | ABC                       | 3,3       | Shawn Mendes, Rita Ora, The Chainsmokers, Bebe Rexha, Halsey, The Struts, Kelsea Ballerini e Leela James |

## Fantasy Bra

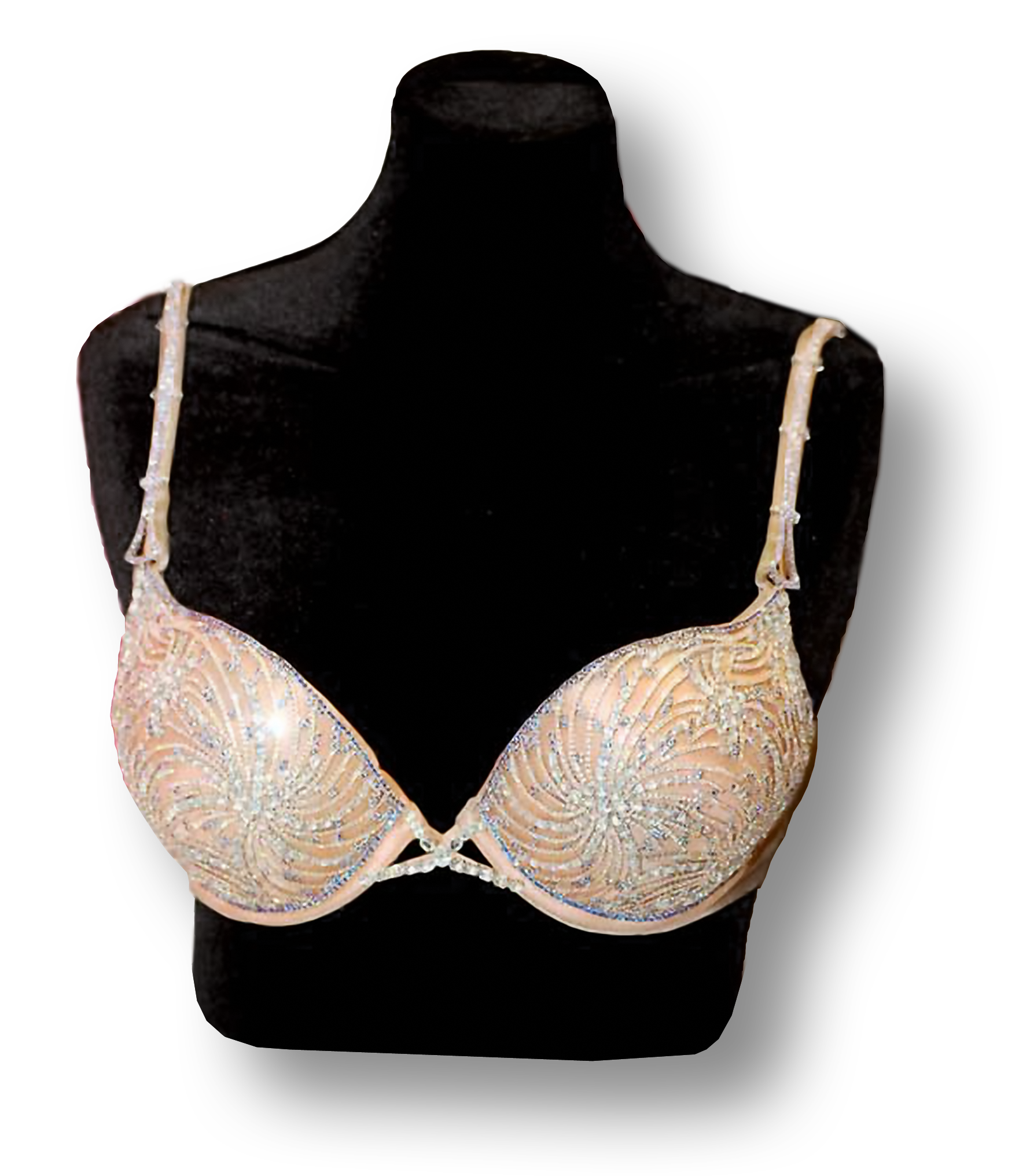
“Bombshell Fantasy Bra”, sutiã fantasia usado em 2010 pela brasileira Adriana Lima

Anualmente, desde 1996, é apresentado o famoso Fantasy Bra – “sutiã fantasia”, em português –, uma lingerie totalmente trabalhada com pedras preciosas, como rubi e diamante, que serve para promover a coleção. Apesar de existir desde 1996, a peça apareceu pela primeira vez em um dos shows da marca em 2001. O sutiã composto por diamantes e safiras rosas, de nome Heavenly Star Bra, foi usado pela alemã Heidi Klum e avaliado em 12 500 000 dólares. Para desfilar, e apresentar a peça, é escolhida uma modelo entre as angels da grife.
Dentre as modelos que já usaram o Fantasy Bra, estão as brasileiras Alessandra Ambrósio, Gisele Bündchen, Adriana Lima e Lais Ribeiro. A australiana Miranda Kerr e a alemã Heidi Klum. O sutiã usado por Bündchen em 2000 entrou para o livro Guinness dos recordes como a lingerie mais cara do mundo – o item, cujo nome é Red Hot Fantasy Bra/Panties, foi avaliado em 15 milhões de dólares.
Abaixo, encontram-se listados, em ordem cronológica, os nomes das modelos que já desfilaram com o sutiã fantasia.
| Ano  | Nome                               | Modelo                           | Valor (dólares) |
| ---- | ---------------------------------- | -------------------------------- | --------------- |
| 1996 | Million Dollar Miracle Bra         | Claudia Schiffer                 | 1 Milhão        |
| 1997 | Diamond Dream Bra                  | Tyra Banks                       | 3 Milhões       |
| 1998 | Dream Angel Fantasy Bra            | Daniela Pestova                  | 5 Milhões       |
| 1999 | Millennium Bra                     | Heidi Klum                       | 10 Milhões      |
| 2000 | Red Hot Fantasy Bra/Panties        | Gisele Bündchen                  | 15 Milhões      |
| 2001 | Heavenly Star Bra                  | Heidi Klum                       | 12,5 Milhões    |
| 2002 | Star of Victoria Fantasy Bra       | Karolina Kurkova                 | 10 Milhões      |
| 2003 | Very Sexy Fantasy Bra              | Heidi Klum                       | 11 Milhões      |
| 2004 | Heavenly "70" Fantasy Bra          | Tyra Banks                       | 10 Milhões      |
| 2005 | Sexy Splendor Fantasy Bra          | Gisele Bündchen                  | 12,5 Milhões    |
| 2006 | Hearts On Fire Diamond Fantasy Bra | Karolina Kurkova                 | 6,5 Milhões     |
| 2007 | Holiday Fantasy Bra                | Selita Ebanks                    | 4,5 Milhões     |
| 2008 | Black Diamond Fantasy Miracle Bra  | Adriana Lima                     | 5 Milhões       |
| 2009 | Harlequin Fantasy Bra              | Marisa Miller                    | 3 Milhões       |
| 2010 | Bombshell Fantasy Bra              | Adriana Lima                     | 2 Milhões       |
| 2011 | Fantasy Treasure Bra               | Miranda Kerr                     | 2,5 Milhões     |
| 2012 | Floral Fantasy Bra                 | Alessandra Ambrósio              | 2,5 Milhões     |
| 2013 | Royal Fantasy Bra                  | Candice Swanepoel                | 10 Milhões      |
| 2014 | Dream Angels Fantasy Bras          | Adriana Lima Alessandra Ambrósio | 2 Milhões cada  |
| 2015 | Firework Fantasy Bra               | Lily Aldridge                    | 2 Milhões       |
| 2016 | Bright Night Fantasy Bra           | Jasmine Tookes                   | 3 Milhões       |
| 2017 | Champagne Nights Fantasy Bra       | Laís Ribeiro                     | 2 Milhões       |
| 2018 | Dream Angels Fantasy Bra           | Elsa Hosk                        | 1 Milhão        |

## Modelos
A grife conta com leque diversificado de modelos, das quais podemos distinguir dois grupos: Bombshells e angels.

### Bombshells
Refere-se às modelos que são, de certa forma, coadjuvantes nos shows promovidos pela grife. Corresponde à maioria das modelos da marca e é deste grupo que, geralmente, são escolhidas as angels.
Em 2007, a marca organizou um evento não-oficial para escolher uma modelo que desfilaria no Victoria’s Secret Fashion Show de 2007. As candidatas foram selecionadas pelas modelos da empresa e estas desfilaram para os juízes que votaram e escolheram Katie Wile como a merecedora de desfilar no espetáculo daquele ano. Wile desfilou na seção "Pink" do espetáculo. Em 2013 a portuguesa Sara Sampaio foi a vencedora do casting tendo desfilado a 13 de novembro, participando assim pela primeira vez no espetáculo anual após ter integrado campanhas fotográficas para a linha Pink da marca.

### Angels
As angels são as modelos de destaque da marca, sendo essas algumas das mais bem pagas do mundo. São responsáveis por divulgar os produtos da empresa ao redor do mundo e recebem este nome porque, durante os shows da marca, usam ‘asas’.  As chamadas angels fizeram sua estreia no final da década de 1990. Na ocasião, desfilaram com o referido título as modelos: Tyra Banks, Naomi Campbell, Heidi Klum, Laetitia Casta, Stephanie Seymour.
Atualmente fazem parte do grupo de Angels: Candice Swanepoel, Elsa Hosk, Jasmine Tookes, Josephine Skriver, Lais Ribeiro, Martha Hunt, Romee Strijd, Sara Sampaio, Stella Maxwell, Taylor Hill, Barbara Palvin, Alexina Graham, Grace Elizabeth e Leomie Anderson. Em 2009, a empresa organizou um concurso que tinha por objetivo escolher uma modelo que desfilaria no espetáculo da grife no referente ano. A campeã, eleita pelo voto popular, foi Kylie Bisutti e desfilou no encerramento do espetáculo. Em 2011, entre as modelos mais bem pagas do mundo, segundo a revista Forbes, estão cinco modelos que já foram — ou ainda são — angels.
| País           | Nome                      | Contrato          | Primeiro contrato | Desfiles                                 | Notas      |
| -------------- | ------------------------- | ----------------- | ----------------- | ---------------------------------------- | ---------- |
| Países Baixos  | Karen Mulder              | 1997–2000         | 1992              | 1998–2000                                | [ nota 5 ] |
| Dinamarca      | Helena Christensen        | 1997–1998         | 1992              | 1998–2000                                |            |
| Chéquia        | Daniela Peštová           | 1997–2002         | 1996              | 1998–2001                                |            |
| Estados Unidos | Tyra Banks                | 1997–2005         | 1996              | 1996–2005                                |            |
| Canadá         | Yasmeen Ghauri            | 1998              | 1992              | 1996–1997                                |            |
| Estados Unidos | Chandra North             | 1998 Fashion Show | 1998              | 1998                                     | [ nota 6 ] |
| Argentina      | Inés Rivero               | 1998–1999         | 1998              | 1998–2001                                |            |
| França         | Laetitia Casta            | 1998–2002         | 1997              | 1997–2000                                |            |
| Alemanha       | Heidi Klum                | 1999–2010         | 1997              | 1997–2009 (apenas apresentadora em 2006) | [ nota 7 ] |
| Brasil         | Gisele Bündchen           | 2000–2007         | 1999              | 1999–2006                                |            |
| Brasil         | Adriana Lima              | 2000–2018         | 1999              | 1999–2008, 2010–2018                     |            |
| Brasil         | Alessandra Ambrosio       | 2004–2017         | 2000              | 2000–2017                                |            |
| Chéquia        | Karolína Kurková          | 2001–2009         | 2000              | 2000–2008, 2010                          |            |
| Ilhas Caimã    | Selita Ebanks             | 2006–2009         | 2004              | 2005–2010                                |            |
| Brasil         | Izabel Goulart            | 2006–2008         | 2004              | 2005–2016                                |            |
| Estados Unidos | Marisa Miller             | 2007–2010         | 2002              | 2007–2009                                |            |
| Austrália      | Miranda Kerr              | 2007–2012         | 2005              | 2006–2009, 2011–2012                     |            |
| Países Baixos  | Doutzen Kroes             | 2008–2014         | 2004              | 2005–2006, 2008–2009, 2011–2014          |            |
| Namíbia        | Behati Prinsloo           | 2009–2018         | 2007              | 2007–2015 ; 2018                         |            |
| Reino Unido    | Rosie Huntington-Whiteley | 2009–2011         | 2005              | 2006–2010                                |            |
| África do Sul  | Candice Swanepoel         | 2009–presente     | 2007              | 2007–2015; 2017–presente                 |            |
| Estados Unidos | Chanel Iman               | 2010–2012         | 2008              | 2009–2011                                |            |
| Estados Unidos | Erin Heatherton           | 2010–2012         | 2008              | 2008–2013                                |            |
| Estados Unidos | Lily Aldridge             | 2010–2018         | 2008              | 2009–2017                                |            |
| Estados Unidos | Lindsay Ellingson         | 2011–2013         | 2006              | 2007–2014                                | [ nota 8 ] |
| Estados Unidos | Karlie Kloss              | 2013–2014         | 2011              | 2011–2014; 2017                          |            |
| Rússia         | Kate Grigorieva           | 2015–2016         | 2014              | 2014–2016                                | [ nota 9 ] |
| Estados Unidos | Taylor Marie Hill         | 2015–presente     | 2014              | 2014–presente                            | [ nota 9 ] |
| Suécia         | Elsa Hosk                 | 2015–presente     | 2011              | 2011–presente                            | [ nota 9 ] |
| Estados Unidos | Martha Hunt               | 2015–presente     | 2012              | 2013–presente                            | [ nota 9 ] |
| Polónia        | Jac Jagaciak              | 2015–2016         | 2013              | 2013–2015                                | [ nota 9 ] |
| Bélgica        | Stella Maxwell            | 2015–presente     | 2014              | 2014–presente                            | [ nota 9 ] |
| Brasil         | Lais Ribeiro              | 2015–presente     | 2010              | 2010–2011 ; 2013–presente                | [ nota 9 ] |
| Portugal       | Sara Sampaio              | 2015–presente     | 2013              | 2013–presente                            | [ nota 9 ] |
| Países Baixos  | Romee Strijd              | 2015–presente     | 2014              | 2014–presente                            | [ nota 9 ] |
| Estados Unidos | Jasmine Tookes            | 2015–presente     | 2012              | 2012–presente                            |            |
| Dinamarca      | Josephine Skriver         | 2016–presente     | 2013              | 2013–presente                            |            |
| Hungria        | Barbara Palvin            | 2019–presente     | 2012              | 2012 ; 2018–presente                     |            |
| Reino Unido    | Leomie Anderson           | 2019–presente     | 2015              | 2015–presente                            |            |
| Reino Unido    | Alexina Graham            | 2019–presente     | 2017              | 2017–presente                            |            |
| Estados Unidos | Grace Elizabeth           | 2019–presente     | 2016              | 2016–presente                            |            |

Porta-vozes (Spokespersons) da Linha Pink
| País           | Nome                | Contrato      |
| -------------- | ------------------- | ------------- |
| Brasil         | Alessandra Ambrosio | 2004–2006     |
| Canadá         | Jessica Stam        | 2006–2007     |
| Austrália      | Miranda Kerr        | 2006–2009     |
| Namíbia        | Behati Prinsloo     | 2008–2011     |
| Austrália      | Jessica Hart        | 2011–2013     |
| Suécia         | Elsa Hosk           | 2011–2014     |
| Estados Unidos | Rachel Hilbert      | 2015-2016     |
| Estados Unidos | Grace Elizabeth     | 2016-presente |
| Estados Unidos | Zuri Tibby          | 2016–presente |
| Estados Unidos | Maggie Laine        | 2018–presente |